# Oréades
En la mitología griega las oréades, oréadas u oríades (en griego: Ὀρειάδες) —también conocidas como orestíades (Όρεστιάδες, Orestiádes), orestíalas u orodemníades— son las ninfas de las montañas y las grutas. El nombre es una derivación femenina de ὄρος, óros, «montaña». El vocablo ὀρειάς, -άδος también hace referencia a lo relativo a las montañas o montes. El término «oréade» es una invención poética helenística citado por primera vez en el Epitafio de Adonis de Bión de Esmirna. Los textos clásicos las refieren simplemente como «ninfas» o bien «diosas de las montañas».
Las ninfas de las montañas ostentaban numerosos títulos y epítetos que reflejaban su conexión con su hogar montañés. Así, las ninfas de las montañas podían llamarse ὀρεστιάδες (orestíades, «de las montañas»), ὀρεσσίγονοι (oressígonoi, «nacidas en la montaña»), ὄρειαι (óreai) o οὔρειαι (oúreai) —ambas significan «de las montañas»—. Otros epítetos de las oréades incluían ἀκραῖαι (akraíai, «de las alturas»), y πετραῖαι (petraíai, «de las rocas»). Las oréades parecen representar el grupo más amplio y general de ninfas terrestres (probablemente debido a la geografía montañosa de Grecia). De hecho, a menudo se decía que las oréades abarcaban las otras categorías de ninfas terrestres (como ninfas de los árboles o de los bosques).  Cuando son ninfas de las cuevas se las denomina como antríades (de ἄντρον, «cueva, gruta o antro»).

## Fuentes mitográficas

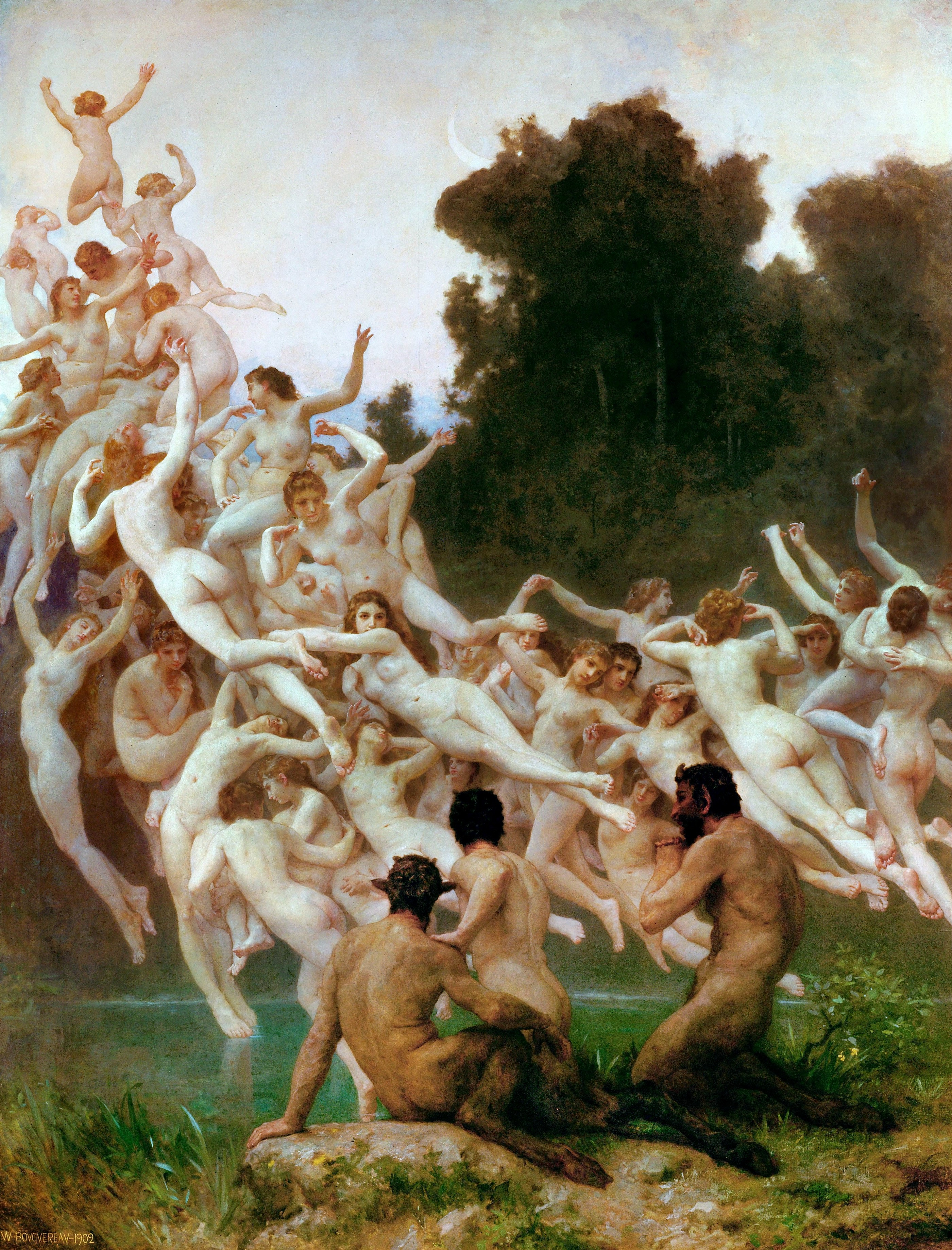
Óleo en lienzo de William-Adolphe Bouguereau: Las Oréades (1902).